# Manhattan (film 1979)
Manhattan – komedia romantyczna z 1979 roku, napisana przez Woody’ego Allena wspólnie z Marshallem Brickmanem (który równie udanie współpracował z nim przy Annie Hall) i wyreżyserowana przez Allena. Opowiada perypetie Isaaca Davisa (Woody Allen), dwukrotnie rozwiedzionego autora programów komediowych, spotykającego się z 17-letnią uczennicą (Mariel Hemingway). Isaac z upływem czasu zakochuje się w kochance (Diane Keaton) swojego najlepszego przyjaciela (Michael Murphy).
Film nakręcony został w czerni i bieli, w formacie 2,35:1.
Manhattan nominowany został do dwóch Oscarów, za drugoplanową rolę żeńską Mariel Hemingway oraz scenariusz. Zdobył też nagrodę BAFTY za najlepszy film.

## Fabuła
Film rozpoczyna seria zdjęć Manhattanu, ilustrowanych Błękitną rapsodią George’a Gershwina. Przedstawiony zostaje autor programów telewizyjnych Isaac Davis (Allen), piszący książkę o swojej miłości do Nowego Jorku. Ten dwukrotnie rozwiedziony 42-latek boryka się z problemami miłosnymi i niezadowoleniem z pracy w telewizji.
Spotyka się obecnie z Tracy (Mariel Hemingway), 17-letnią licealistką, nie traktuje jednak tego związku poważnie, przede wszystkim z powodu ogromnej różnicy wieku. Jego najlepszy przyjaciel Yale (Michael Murphy), długoletni mąż Emily (Anne Byrne), angażuje się w romans z Mary Wilkie (Diane Keaton); pojawia się też były nauczyciel i zarazem eksmąż tej ostatniej, Jeremiah (Wallace Shawn). Druga żona Isaaca, Jill (Meryl Streep), nie tylko opuściła go, ale zmieniła orientację seksualną i teraz wychowuje ich syna z kobietą. Co gorsza, zamierza wydać książkę o sekretach swojego małżeństwa z Isaakiem.
Gdy Isaac poznaje Mary, nie lubi jej niemal od razu. Traf chce, że spotyka ją na zbiórce funduszy w Muzeum Sztuki Współczesnej, po której odprowadza ją do domu. Ich druga rozmowa przebiega już w przyjemniejszej atmosferze. Niedzielę, po otrzymaniu wiadomości, że Yale jest zajęty, Mary także spędza z Isaakiem. Przebywają ze sobą aż do świtu, ukoronowanego ikonicznym ujęciem Mostu Queensboro.
Tymczasem Tracy otrzymuje możliwość półrocznego wyjazdu do londyńskiej szkoły aktorskiej. Nie chce zostawiać Isaaca, ten jednak gorąco namawia ją do skorzystania z okazji. W innej ikonicznej scenie, z inicjatywy Tracy para udaje się na przejażdżkę konnym powozem po Central Parku.
Yale zrywa z Mary, czując, że nie opuści dla niej swojej żony. Podczas wspólnej gry w squasha sugeruje Isaacowi, by zaprosił Mary na randkę. Isaac, który zawsze uważał, że Tracy jest dla niego zbyt młoda, czyni to. Niedługo potem zrywa z Tracy, która mocno to przeżywa, i angażuje się w związek z Mary. Po kilku spotkaniach obu par, na jednym z których Emily odczytuje na głos fragmenty książki Jill o jej małżeństwie z Isaakiem, Mary wznawia swój związek z Yale’em, który tym razem rozstaje się dla niej z żoną.
Zdradzony Isaac czyni Yale'owi wyrzuty w jego miejscu pracy, lecz ten stwierdza, że poznał Mary pierwszy. Isaac komentuje pozamałżeńskie przygody Yale’a w rozmowie z Emily, ta jednak sądzi, że to Isaac poznał ze sobą Mary i jej byłego męża. W rozwiązaniu wątku, Isaac nagrywa dla celów swej książki fragment na temat „dlaczego życie warte jest życia”; jego rozważania kulminują słowami „twarz Tracy”.
Wybiega z domu, by wyznać Tracy miłość; dociera do niej w ostatniej chwili przed jej wyjazdem do Londynu. Mówi jej, że nie chce, by wyjeżdżała i obawia się, że pobyt w Anglii zmieni w niej to, co najbardziej w niej kocha. Tracy replikuje, że jest już za późno na zmianę planów, ale przecież nie wszyscy stają się gorsi. „Musisz mieć trochę wiary w ludzi” – mówi. Isaac w odpowiedzi uśmiecha się tylko lekko i niepewnie, po czym ponownie – przy dźwiękach Gershwinowskiej rapsodii – pojawiają się fotografie Nowego Jorku.

## Obsada
- Woody Allen – Isaac Davis
- Diane Keaton – Mary Wilkie
- Michael Murphy – Yale
- Mariel Hemingway – Tracy
- Meryl Streep – Jill
- Anne Byrne Hoffman – Emily
- Michael O’Donoghue – Dennis